# Martti Lauronen
Martti Lauronen   (Joensuu, 15 d'octubre de 1913 - 4 de juny de 1987) va ser un esquiador de fons finlandès que va competir durant la dècada de 1930.
En el seu palmarès destaquen dues medalles d'or al Campionat del Món d'esquí nòrdic, el 1938 i el 1941, tot i que aquests darrers foren invalidats posteriorment per la FIS.